# Anwar Kamilewitsch Ibragimow
Anwar Kamilewitsch Ibragimow (russisch Анвар Камилевич Ибрагимов; * 27. November 1965 in Ufa, Russische SFSR; † 27. August 2023) war ein russischer Florettfechter.

## Erfolge
Anwar Ibragimow gewann bei Weltmeisterschaften im Mannschaftswettbewerb 1985 in Barcelona Bronze sowie 1995 in Den Haag Silber. Zweimal nahm er an Olympischen Spielen teil: Bei den Olympischen Spielen 1988 in Seoul zog er mit der sowjetischen Mannschaft nach Siegen gegen China im Viertelfinale und Ungarn im Halbfinale ins Finale gegen die Bundesrepublik Deutschland ein, das mit 9:5 gewonnen wurde. Gemeinsam mit Wladimir Apziauri, Boris Korezki, İlqar Məmmədov und Alexander Romankow wurde er somit Olympiasieger. 1992 belegte er in Barcelona mit der Mannschaft des Vereinten Teams den fünften Rang.
Ibragimow focht für ZSKA Moskau. Er war mit der Fechterin Olga Welitschko verheiratet.